# احمد بیگدلی (سیاست‌مدار)
احمد بیگدلی (زاده ۱۳۵۵ شهرستان خدابنده) چهره عملگرا و نمایندهٔ اصلاح‌طلب دورهٔ دهم و دوره دوازدهم از حوزهٔ انتخابیهٔ خدابنده از استان زنجان است. وی با کسب ۳۹٬۰۸۱ رأی از مجموع ۷۳٬۳۷۱ رأی معادل ۵۳٫۲۶٪ درصد آرا در دور دوم به مجلس راه پیدا کرد.
وی همچنین در انتخابات یازدهمین دوره مجلس شورای اسلامی نیز ثبت نام کرد اما صلاحیت وی تایید نشد. او برای بار دوم در انتخابات دوازدهمین دوره مجلس شورای اسلامی با کسب ۳۷٬۲۹۵ رای از ۶۵٬۵۶۶ رای معادل ۵۷٪ آرا از شهرستان خدابنده به جمع سبزنشینان بهارستان پیوست.
احمد بیگدلی دارای دکترای دندانپزشکی از دانشگاه علوم پزشکی تهران دارای مدرک دوره تخصصی ایمپلنت از جهاد دانشگاهی علوم پزشکی تهران، دارای مدرک دوره ارتودنسی می باشد و از سال ۱۳۸۲ در تهران مشغول به طبابت بوده است. 
او همچنین سرپرستی درمانگاه سهروردی مدیریت درمان تامین اجتماعی استان زنجان را نیز قبل از انتخاب به عنوان نماینده مجلس بر عهده داشت و پیش از آغاز رقابت برای نمایندگی مجلس از سمت خود استعفا داد.